# Австралийский забор для защиты от кроликов

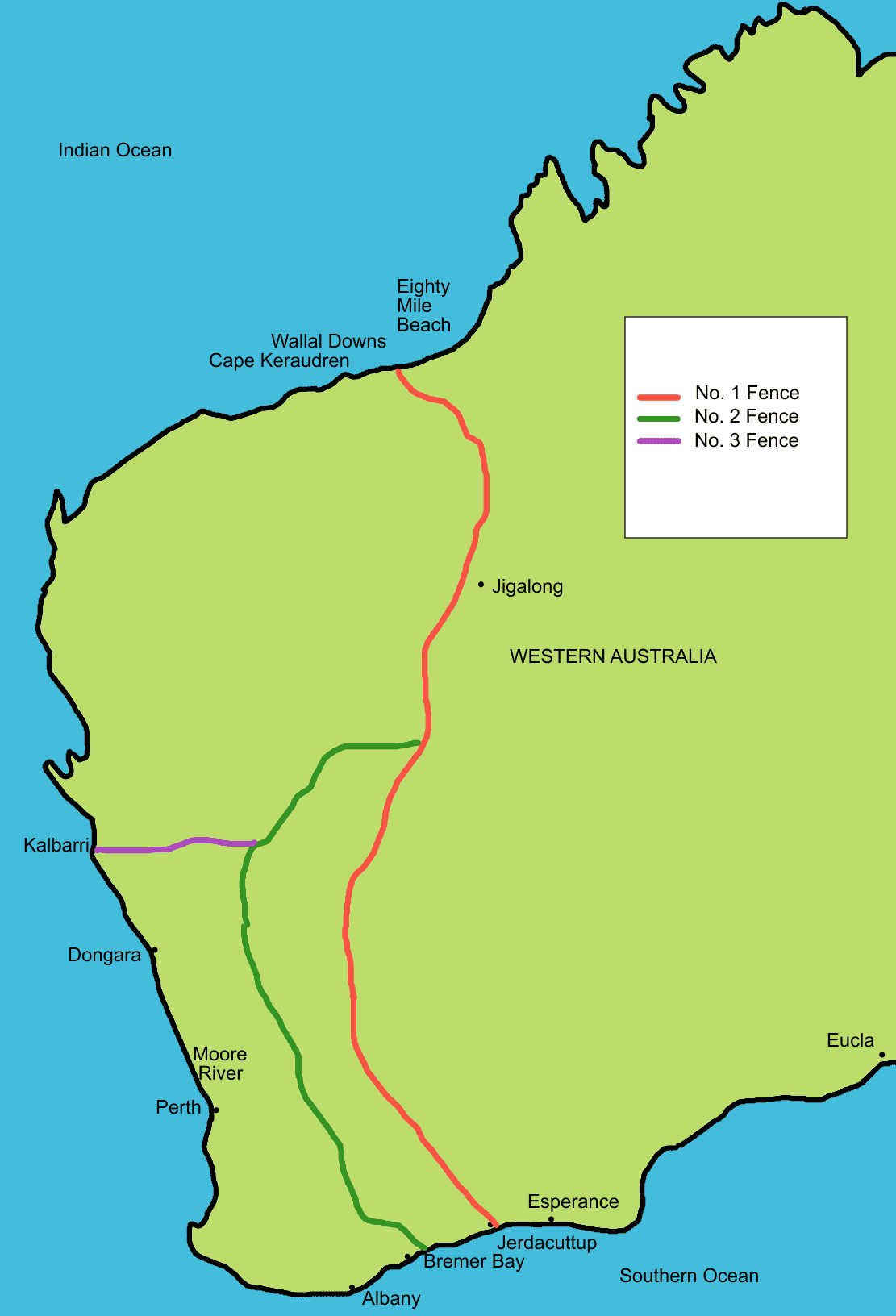
Карта забора в Западной Австралии. Забор № 1 (красный), № 2 (зелёный), № 3 (фиолетовый)

Австралийский забор для защиты от кроликов — 1833-километровый забор-барьер из дерева, металла и проволоки. Построен в 1907 году в штате Западная Австралия как средство защиты от нашествия кроликов, наводнивших в конце XIX века южные районы Австралии. Бо́льшая часть этого столетнего сооружения сохранилась до наших дней. Его официальное название — «Забор № 1 для защиты от кроликов». Состоит из трёх уровней и, в общей сложности, его протяжённость составляет 3256 километров.

## Нашествие кроликов

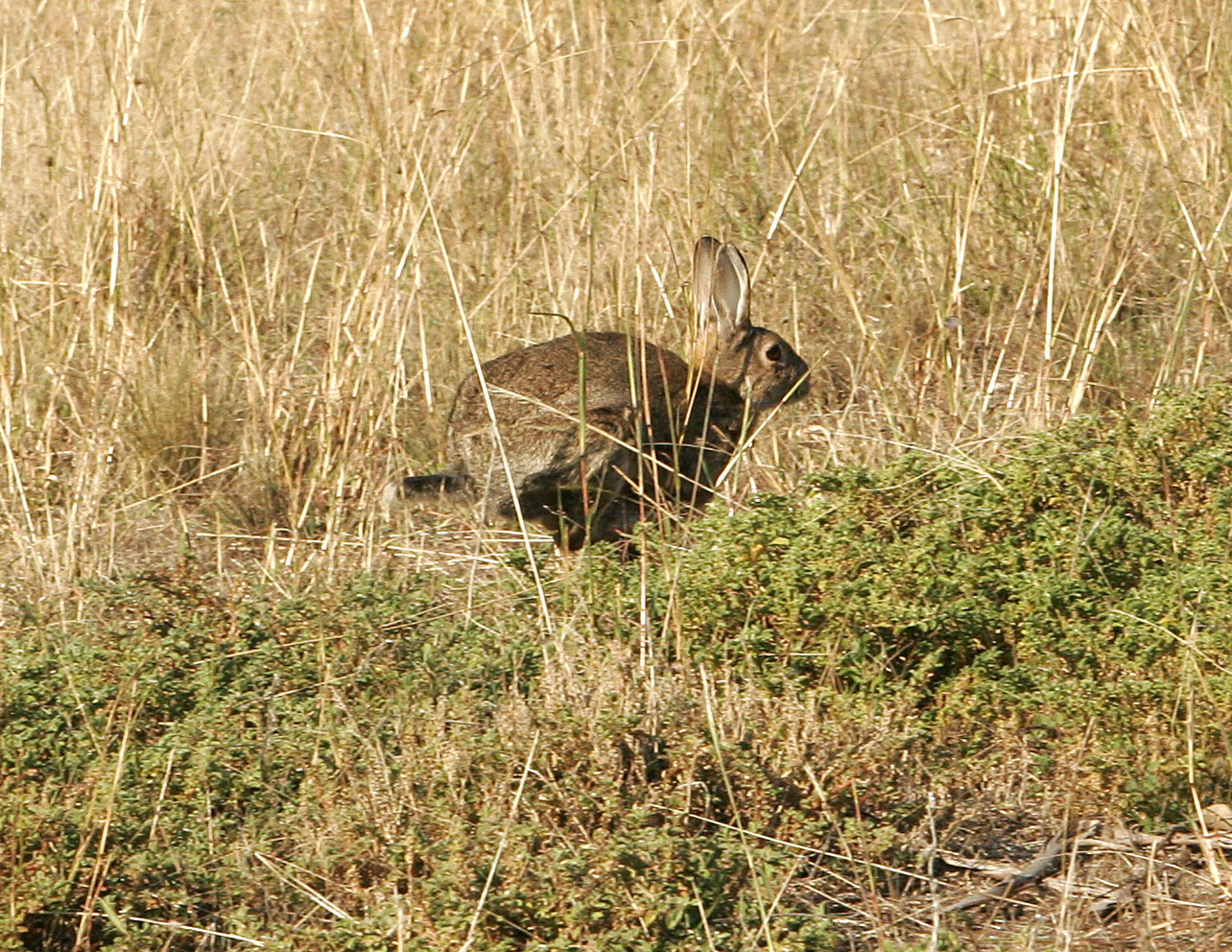
Европейский кролик в Австралии

Кроликов завезли в Австралию колонисты в 1859 году. Распространяться кролики начали с юго-восточной части материка.
За 50 лет кролики расплодились в невероятных количествах, в основном за счёт необыкновенной плодовитости и практически полного отсутствия естественных врагов. Последствия оказались весьма плачевными. Кролики поедали растительность, которой питаются местные виды фауны. По вине кроликов Австралия лишилась многих представителей местных видов животного мира. Кроме того, кролики несут ответственность за исчезновение лесов, так как полностью уничтожают молодые побеги. Поэтому, когда взрослые деревья умирают, от леса остается мёртвая пустошь.
Помимо кроликов животными-вредителями для австралийской экосистемы являются также одичавшие верблюды.

## Строительство забора

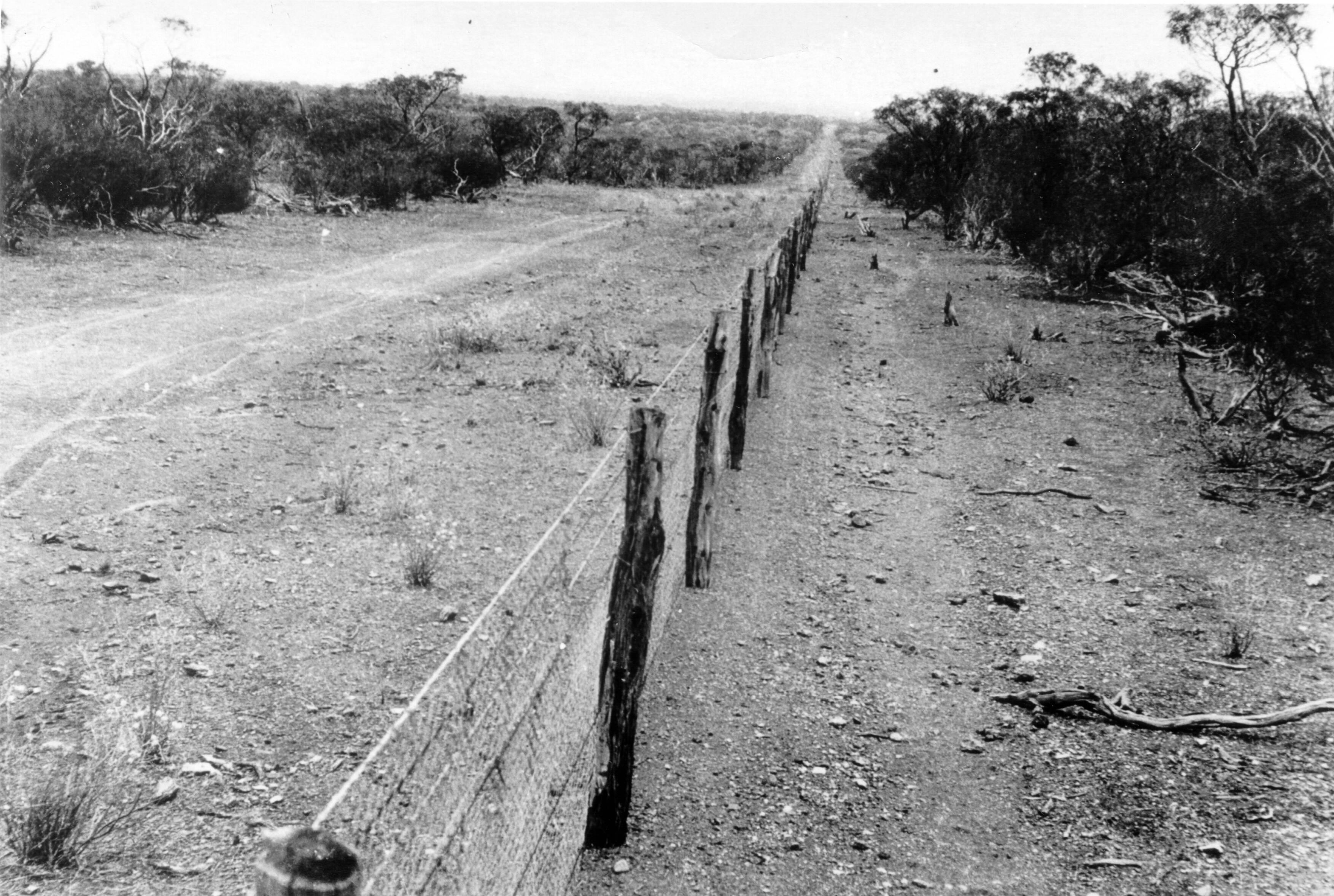
Фото заграждения, сделанного в 1927 году

Опорные столбы расположены на расстоянии 3,7 м (12 футов) друг от друга и имеют диаметр от 10 см. Изначально ограда состояла из трёх нитей проволоки сечением 12½ мм, расположенных на высоте 10 см, 51 см и 91 см над землей. К ним позже добавились нити колючей проволоки (на высоте 1 м и обычной проволоки на высоте 1,09 м) для того, чтобы сделать ограду пригодной для защиты от собак динго и лис. К горизонтально натянутой проволоке крепилась проволочная сеть, уходившая на 15 см под землю.
Забор возводился из различных материалов, в зависимости от местного климата и наличия древесины. Первоначально постройка велась с использованием древесины лососевокорого эвкалипта и буравчика. Однако эти сорта древесины пришлось заменить, так как они привлекали термитов. Наиболее хорошо зарекомендовала себя колотая древесина других представителей рода эвкалипт. Использовалась также древесина акации плосколистной (мульги), воджила, сосны и чайного дерева, в зависимости от того, какие из этих деревьев произрастали вблизи возводимого забора. Для постройки участков ограды в местах, где отсутствовала древесина, использовалась сталь.

## Патрулирование

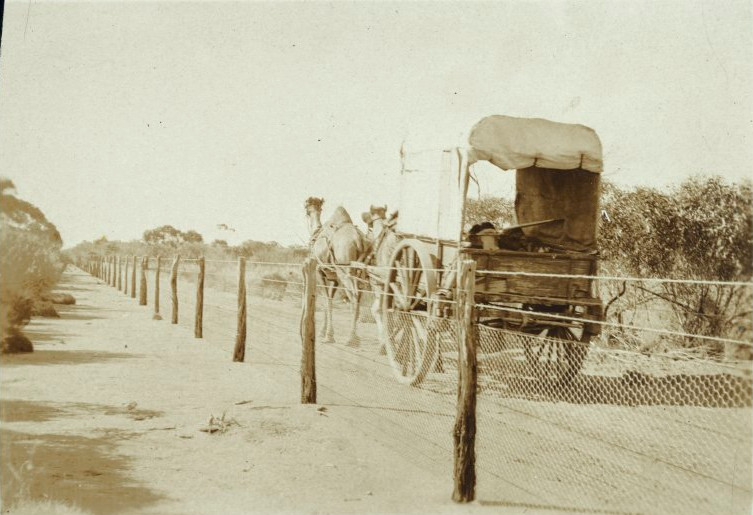
Патрулирование забора в 1926 году

Группа смотрителей верхом на верблюдах несла патрульную службу вдоль всего сооружения. Задача патрульных заключалась в том, чтобы поддерживать забор и полосы земли вдоль него в хорошем состоянии, срубать кустарники и деревья на требуемом расстоянии по обе стороны забора, а также опустошать ловушки и следить за тем, чтобы калитки, располагавшиеся через каждые 32 километра, были в полной исправности.
Патрульные на верблюдах проезжали многие километры вдоль забора. Не имевшие верблюда объезжали свой участок на велосипеде по просёлочным тропинкам. Сегодня патрульные объезжают сохранившуюся до наших дней часть забора на специальных автомобилях-внедорожниках.
После целенаправленного распространения в 1950-х вируса, вызывающего миксоматоз, забор потерял своё значение как ограничителя численности кроликов.

## В искусстве
- Забор от кроликов играет важную роль в сюжете фильма «Клетка для кроликов» («клеткой» в русском переводе назван именно данный забор), повествующий о событиях 1931 года, когда три австралийские девочки сбежали из приюта и несколько недель шли к своей матери, двигаясь вдоль забора.